# Marcus Sorg
Marcus Sorg est un footballeur allemand, désormais reconverti comme entraîneur. Au cours de sa carrière de joueur, il évoluait au poste d'attaquant.

## Biographie
En 2011, il entraîne l'équipe première du SC Fribourg qui évolue en Bundesliga.
En 2014, il remporte le championnat d'Europe des moins de 19 ans 2014 avec l'équipe d'Allemagne des moins de 19 ans.

## Palmarès
- Vainqueur du championnat d'Europe des moins de 19 ans 2014 avec l'équipe d'Allemagne des moins de 19 ans